# Зачарований віночок
«Зачарований вінок» — скандинавська казка, записана Бенджаміном Торпом у його «Оповідях святкового припливу: збірка скандинавських і північнонімецьких популярних казок і традицій». Ендрю Ленг адаптував його варіант для «Помаранчевої казкової книги».
Казка класифікується в міжнародному індексі Аарне-Томпсона як АТУ 480, «Добрі та недобрі дівчата», і переходить до типу 403B, «Чорно-біла наречена», в якому героїню замінюють родичкою, щоб обдурити свого чоловіка.

## Сюжет
Чоловік мав дружину, і у них обох була дочка від попереднього шлюбу. Одного разу чоловік взяв доньку рубати дрова, а коли повернувся, то виявив, що забув сокиру. Він сказав дружині, щоб та послала доньку по сокиру, аби вона не заіржавіла. Мачуха сказала, що його дочка вже змокріла і, крім того, вона сильна дівчинка, яка може витримати трохи мокрого і холодного.
Дівчинка знайшла трьох голубів, які сиділи на сокирі і виглядали нещасними. Вона сказала їм летіти додому, де буде тепліше, але спочатку дала їм крихти зі свого хліба. Вона взяла сокиру і пішла. З'ївши крихти, пташки відчули себе набагато краще, і вони поклали їй на голову нев'янучий вінок з троянд, в якому співали маленькі пташки. Мачуха зірвала його, і пташки полетіли, а троянди зів'яли.
Наступного дня батько пішов сам і знову залишив сокиру. Мачуха зраділа і послала власну доньку. Та знайшла голубів і наказала вбити їх як «брудних тварюк». Вони прокляли її так, що вона більше не могла вимовити жодного слова, окрім «брудні тварюки». Мачуха побила пасербицю, і ще більше розлютилася, коли голуби відновили вінок і голову дівчини.
Одного разу її побачив королевич і забрав її до себе, щоб одружитися з нею. Звістка про це дуже засмутила мачуху та її доньку, але вони збадьорилися, коли мачуха розробила план. Вона попросила відьму зробити маску з обличчя своєї падчерки. Потім вона прийшла до неї, кинула її у воду, а на її місце поклала свою доньку, а сама пішла до тієї ж відьми, щоб дізнатися, чи може вона дати їй щось, що зцілить від прокляття голубів на її доньці. Її чоловік був збентежений змінами, що сталися з нею, але думав, що це наслідок хвороби. Йому здалося, що він побачив свою наречену у воді, але вона зникла. Після того, як він бачив її ще двічі, він зміг зловити її. Вона перетворювалася на різних тварин, зайця, рибу, птаха і змію, але він відрубав змії голову, і наречена знову стала людиною.
Мачуха повернулася з маззю, яка подіяла б лише в разі, якби справжня наречена справді втопилася; вона намастила її на язик дочки і побачила, що вона не допомогла. Принц знайшов їх і сказав, що вони заслуговують на смерть, але пасербиця вмовила його залишити їх на безлюдному острові.

## Коментар
У цій казці поєднано дві сюжетні лінії, які часто трапляються разом — «Троє лісових чоловічків», «Біла і чорна наречена», «Ясноока Діва» та «Кущиста наречена», — але це також можуть бути дві окремі історії. По-перше, це казка про «добрих і недобрих дівчат», серед її варіантів — «Пані Метелиця», «Діаманти та жаби», «Три голови у криниці», «Дві скриньки» та «Морозко». Літературні варіанти включають «Три феї» та «Аврора та Еме». По-друге, тема мачухи (чи іншої жінки), якій після одруження вдається захопити місце справжньої нареченої, часто зустрічається в інших казках, де перешкоди до шлюбу відрізняються, якщо вони були частиною казки: «Дивовижна береза», «Братик і сестричка», «Відьма в кам'яному човні» або «Біла качка».